# Arum sintenisii
Arum sintenisii är en kallaväxtart som först beskrevs av Adolf Engler, och fick sitt nu gällande namn av Peter Charles Boyce. Arum sintenisii ingår i Munkhättesläktet och i familjen kallaväxter. Inga underarter finns listade.